# Josef Laurenz Küsters
Josef (Laurenz) Küsters (* 11. April 1915 in Grefrath/Krefeld; † unbekannt) war ein niedersächsischer Politiker (CDU). Der Optikermechaniker war Mitglied des Ernannten Braunschweigischen Landtages, ein von der britischen Militärregierung eingesetztes Gremium, das vom 21. Februar 1946 bis 21. November 1946 (letzte Sitzung) bestand.